# Kék viharmadár
A kék viharmadár (Halobaena caerulea) a madarak (Aves) osztályának a viharmadár-alakúak (Procellariiformes) rendjébe, ezen belül a viharmadárfélék (Procellariidae) családjába tartozó Halobaena madárnem egyetlen faja.

## Rendszertani besorolása
A viharmadárféléken belül a monotipikus kék viharmadárnak a legközelebbi rokonai a nála nagyobb méretű cethojszák (Pachyptila), melyekkel, legalábbis egyes rendszerezők szerint nemzetségi szintet kiérdemlő csoportot alkotnak.

## Előfordulása
A kék viharmadár előfordulási területe az óceánok déli részein van. Ez a madár megtalálható Afrika, Ausztrália és Dél-Amerika legdélebbi részein, valamint a közéjük eső szigeteken is, mint például: a Prince Edward-szigetekhez tartozó Marion-szigeten, a Crozet-szigeteken, a Kerguelen-szigeteken, a Macquarie-szigeten és a Déli-Georgia-szigeten.
Mivel hatalmas előfordulási területtel rendelkezik, továbbá becslések szerint 3 millió felnőtt példány van belőle a Természetvédelmi Világszövetség (IUCN) a kék viharmadarat nem fenyegetett fajként tartja számon.

## Megjelenése
E kisméretű madár hasi és begyi része fehér. Háti része szürkéskékes egy M alakú sávval a tarkója felé. Faroktollainak végei fehérek. A madárnak a viharmadár-alakúakra jellemző felső csőrkáváján egyenes, cső alakú, szarunemű nyúlványt visel. A csőre 7-9 szarulemezből tevődik össze. Zúzógyomrában olajat termel, melyet védekezésre (köpködés által) vagy a fióka táplálásakor használ fel; ha hosszabb vándorutat tesz meg, anélkül, hogy táplálkozzon, akkor ebből az olajból él. Az orrlyukai fölött sómirigyek találhatók, melyekkel a kék viharmadár kivonja a sós óceán vízéből a fölös sót. Olykor magas sótartalmú nyálkát spriccel ki.

## Életmódja
Mint minden viharmadár, a szóban forgó faj is a nyílt vizeken vadászik, illetve táplálkozik. A táplálékáért akár 6 méter mélyre is lemerül. Tápláléka főleg krill, de lehetnek egyéb rákok, halak és kalmárok.

## Szaporodása
A szaporodási időszakban nagy költőkolóniákba tömörül. A fészke a talajba vájt üreg mélyén van. A fészekalj, csak egy tojásból áll, melyen mindkét szülő váltakozva kotlik, körülbelül 50 napon keresztül. 55 nappal a kikelése után a fióka kirepül. A tojást és a fiókát a halfarkasfélék (Stercorariidae) veszélyeztetik.

## Képek

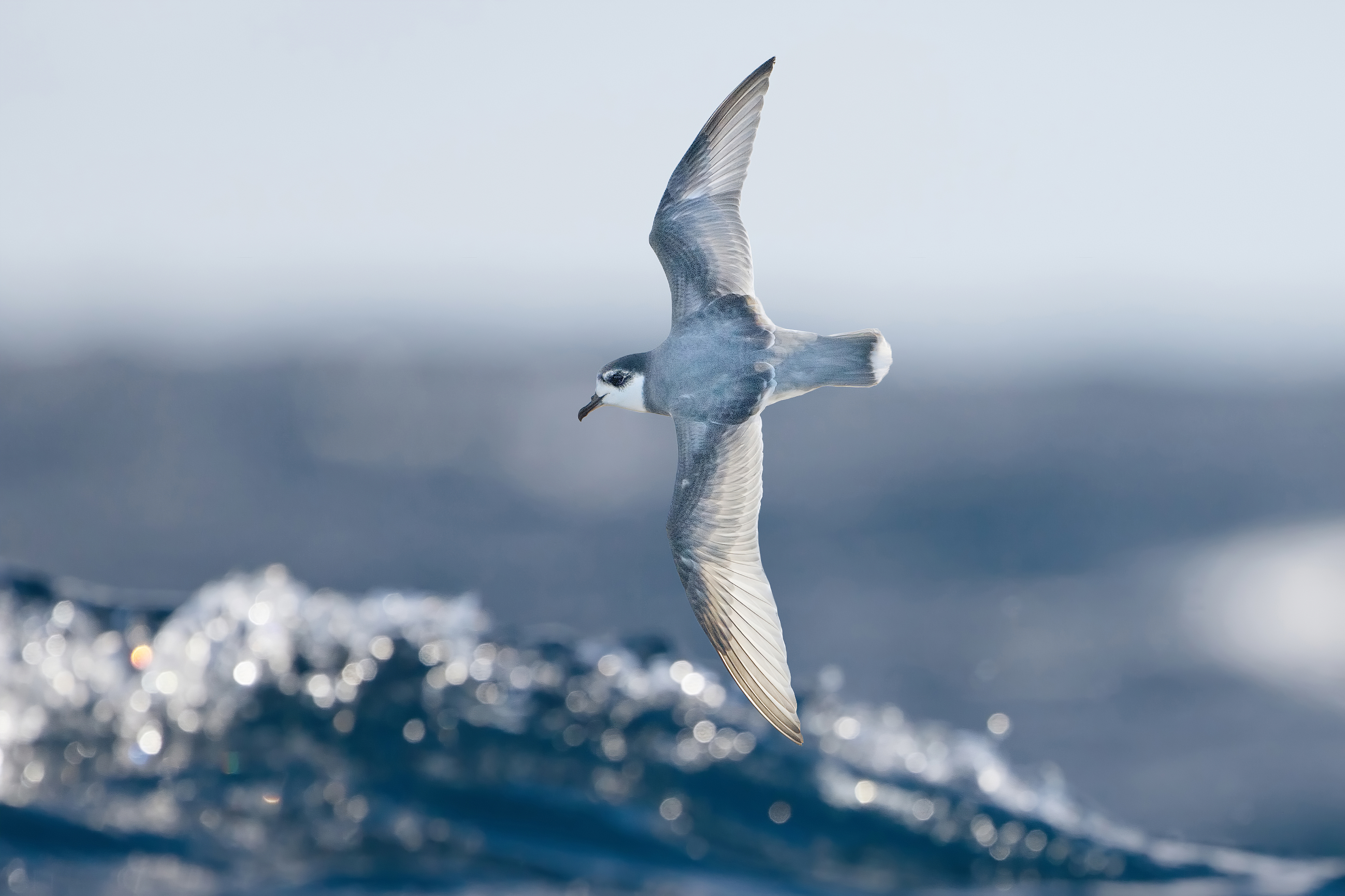
repülés közben
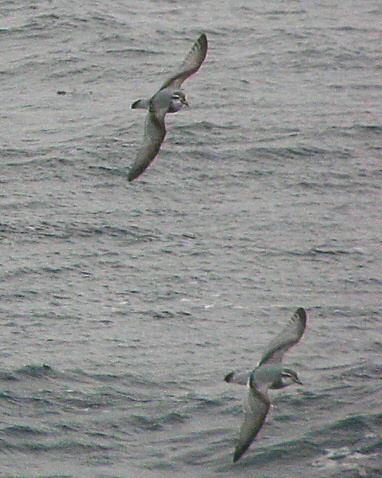
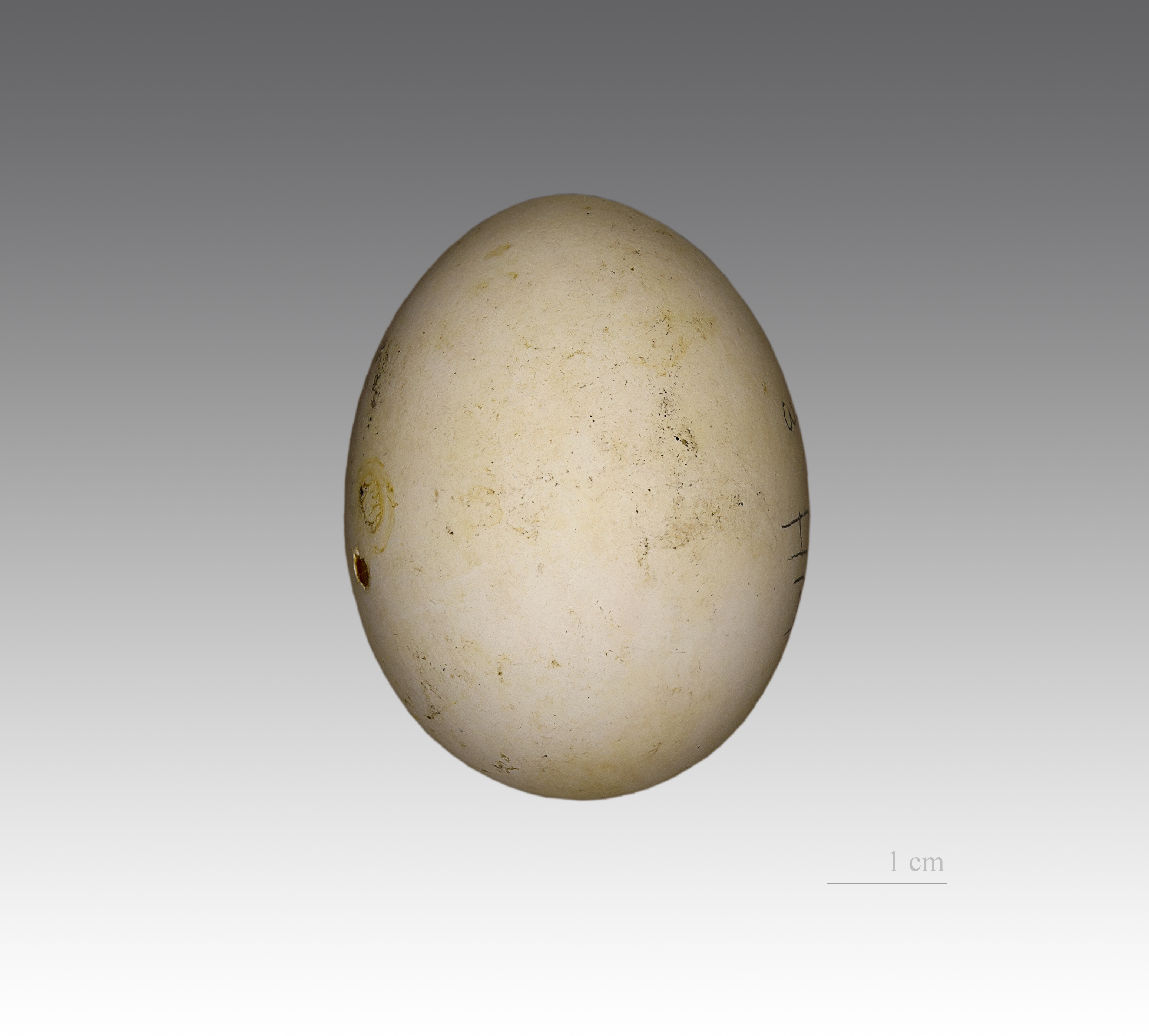
a tojása

### Fordítás
- Ez a szócikk részben vagy egészben  a   Blue petrel című angol Wikipédia-szócikk ezen változatának fordításán alapul.  Az eredeti cikk szerkesztőit annak laptörténete sorolja fel. Ez a jelzés csupán a megfogalmazás eredetét és a szerzői jogokat jelzi, nem szolgál a cikkben szereplő információk forrásmegjelöléseként.